# Awasibberge
Die Awasibberge sind ein Bergmassiv im NamibRand-Naturreservat in der Namib im Südwesten Namibias. Die Bergkette erreicht eine Höhe von 1800 m.
Der Berg erhebt sich mit steilen Flanken bis 700 Meter über die umgebende Hochfläche.